# 何姓
何姓为中文姓氏之一，在《百家姓》中排第21位，何姓是中國第十七大姓，四川、廣東、湖南多何姓。何氏原本在合肥住，但在南宋時移到廣東。

## 渊源

### 漢族
何姓來源主要有和很多不同种：
- 一出自姬姓，是周文王之後，根据《元和姓纂》记载：“周成王弟唐叔虞裔孙韩王安，为秦所灭，子孙分散，江淮间音，以韩为何，遂为何氏。”即周成王分封其弟叔虞於韓。其孫韓王安，原居韓邑 ( 一說在山西河津縣 ) 為秦國所滅。子孫分散於江淮之間。江淮方言，音「韓」變「何」，逐為「何」氏。因此，何姓是由韓姓分化出來的。唐朝林寶的《元和姓纂》、宋代鄭焦的《通志·氏族略》以及《廣韻》、《氏族大全》、《古今姓氏書辯證》、明代的《萬姓通谙》、《氏族博考》、《姓觿》，直至近人岑仲勉、孫望的《元和姓纂》四校記，無不記載“何氏爲韓氏”，何韓爲一家。
- 有何氏族譜則明確記載，何氏祖先為韓國公族大夫韓瑊（一說為韓釐王之次子、韓王安之叔也），曾與韓非同秉國政，後世稱何瑊。秦滅六國後與妻姜氏流寓廬江，操舟為業。秦始皇於博浪沙遭遇暗殺，始皇因此大搜六國遺族，一秦吏因此暗訪至韓瑊之舟並問其姓氏。適逢天氣寒冷因此指水戲稱：「此為吾姓」，以水「寒」喻「韓」。吏不解以為姓「河」，韓瑊漫不經心道：「姓氏當從人」就沒有說下去，吏遂離開。後經打聽才知道來詬者乃秦吏，驚道：「吾免於刀禍，河字功也，豈可似水氾濫而無所歸。」遂依音改河為何。其十世孫何顒任東漢荊州主薄，作《湞陽水木記》記載了此事。照此記載何姓始祖乃后稷、周武王、唐叔虞、晉穆侯、曲沃桓叔、韓景侯及韓釐王。其中唐叔虞與周成王同為武王嫡出（母邑姜），因此亦同為姜太公之後代。
- 二是出自冒姓或賜姓。如漢時有叫何苗的，本姓朱，冒姓何，其後繁衍形成何氏一支。《汉书五行志》：“何苗，本姓朱，冒姓何。”。（何苗乃東漢靈帝皇后何氏同母異父之兄，隨何皇后同父異母之兄何進姓何。或為何晏之祖父。）
- 三是出自東夷族姓。黄帝時就已經有東夷族姓何氏加入漢族在现在的山東半島和其他中国的東部。夏朝時也有何姓的夷叫河伯族人西遷到了陕西和河南然後加入漢族。
- 四是出自瑶族姓。在湖南漢化的何姓瑶族移民进四川各地。
- 五是出自鮮卑賀拔姓。鮮卑族賀拔姓改成何姓為了同化成漢族。
- 六是出自钱塘江流域的九姓渔民，九姓疍家渔民主要有姓陈、钱、林、李、袁、孙、叶、何、许等九姓。

### 其他民族
隨着歷史發展，有很多外族改為漢姓何氏或被赐姓何氏，從而令何姓并非仅为汉族所专有，如唐朝的昭武九姓之一即有何氏；清末，更有荷蘭姓氏Bosman中國化，改中文名為「何」姓，其香港子孫亦祇用「何」姓而不再使用外文姓氏、詳見香港著名的何東家族。
- 鲜卑族的賀拔姓改成何姓同化成汉族。
- 月氏族昭武九姓之一即每个有何姓的月氏同化成汉族。
- 僰人改姓成何姓同化成汉族。
- 蜑家之一即有何姓同化成汉族。
- 很多土家族、瑶族和很多彝族有何姓。
- 《五代史》：“吐谷浑亦有何氏。”
- 《兰州府志》：“元永吐蕃宣慰使锁南，其子铭入明为河州卫指挥同知，赐姓何。”

## 迁徙
西晋末年，中原何氏有移居福建者，即永嘉入闽八族之一；唐高宗时，光州固始人何嗣韩随陈元光入闽；唐僖宗时，又有固始人随王潮、王审之入闽；南宋淳佑年间，何逖基由螺阳迁居温陵、浔江，后隐居清源洞；宋朝。

## 分布
2018年，中国大陆何姓人口约为1480万人，目前主要分布于四川、广东、湖南三省，大约占何姓总人口的33.7％；其次分布于广西、湖北、河南、贵州、安徽，这五省区集中了何姓总人口的20％。四川为当代何姓第一大省，约占何姓总人口的14％。全国形成了以长江流域为分界，长江流域以北少何姓，长江流域以南多何姓的分布格局。四川东北和广东东南是何姓两块高聚集区。

## 延伸阅读
[在维基数据编辑]
 《百家姓》
 《欽定古今圖書集成·明倫彙編·氏族典·何姓部》，出自陈梦雷《古今圖書集成》